# 雷吉·威瑟斯庞
雷吉·威瑟斯庞（英語：Reggie Witherspoon，1985年5月31日—），美国男子田径运动员，主攻短跑。他曾代表美国参加2008年夏季奥林匹克运动会田径比赛，获得男子4×400米接力金牌。